# Bülent Korkmaz
Bülent Korkmaz (Malatya, 24 novembre 1968) è un allenatore di calcio ed ex calciatore turco, di ruolo difensore.

## Carriera

### Giocatore

#### Club
Entra nelle giovanili del Galatasaray a 11 anni come portiere. Non essendo adatto al ruolo secondo l'allenatore, fu spostato nel ruolo di centrocampista difensivo, e successivamente a quello di difensore centrale.
Durante i suoi diciotto anni al Galatasaray ha vinto ventinove trofei, tra cui una Coppa UEFA (1999-2000), una Supercoppa europea (2000), otto campionati turchi e sei Coppe di Turchia.

#### Nazionale
Nella sua carriera internazionale Korkmaz è stato il primo calciatore turco a raggiungere le 100 presenze in nazionale. Ha partecipato ai mondiali di Corea del Sud-Giappone 2002, dove la nazionale turca ha raggiunto il terzo posto, e alla  Confederations Cup 2003. Ha fatto parte anche delle rose della Nazionale per Euro 96 ed Euro 2000.
Ha concluso la sua carriera in nazionale nel 2005, dopo quindici anni di militanza, in cui ha disputato 102 partite (risultando essere uno dei primatisti della Turchia) con 3 goal segnati, e capitanando la squadra per 26 volte (in particolare dal 2002).

### Allenatore
Il 30 agosto 2005, Bülent viene assunto dal Gençlerbirliği S.K. come vice-allenatore. ma si dimette prima della fine della stagione. Nel gennaio del 2007, viene ingaggiato dal Kayseri Erciyesspor come allenatore, con l'obiettivo di salvare la squadra dalla retrocessione. Il Bursaspor lo assume nel giugno 2007. Licenziato dal Bursaspor nell'ottobre 2007, viene riassunto dal Gençlerbirliği S.K..

## Palmarès

### Giocatore

#### Competizioni nazionali
- Campionato turco: 8  (record condiviso con Hakan Şükür e Suat Kaya)

Galatasaray: 1987-1988, 1992-1993, 1993-1994, 1996-1997, 1997-1998, 1998-1999, 1999-2000, 2001-2002
- Coppa di Turchia: 6  (record condiviso con Hakan Şükür)

Galatasaray: 1990-1991, 1992-1993, 1995-1996, 1998-1999, 1999-2000, 2004-2005

#### Competizioni internazionali
- Coppa UEFA: 1

Galatasaray: 1999-2000
- Supercoppa UEFA: 1

Galatasaray: 2000